# Carmen (Vorname)
Carmen ist ein sowohl weiblicher als auch männlicher Vorname.

## Namensbedeutung
Carmen ist ein aus dem Spanischen stammender Vorname, der auch in anderen Sprachen gebraucht wird, im englischen Sprachraum auch als männlicher Vorname. 
Er bezieht sich auf María del Carmen, Nuestra Señora del Carmen (Unsere Liebe Frau auf dem Berge Karmel) oder Virgen del Carmen (Jungfrau auf dem Berg Karmel), mit dem Skapulierfest (16. Juli) als Gedenktag, und somit auf Maria, die Schutzpatronin der Kirche des am Berge Karmel (hebräisch כרמל; Die Ableitung von kerem el, ‚Weingarten Gottes‘, ist Volksetymologie, das hebräische karmel bedeutet „(Obst-)Garten“; arabisch جبل الكرمل Dschabal al-Karmal) zur Zeit der Kreuzzüge gegründeten ersten Karmeliterklosters. Die Namensgebung erfolgte im Anschluss an eine Marienerscheinung des Generalpriors des Karmeliterordens Simon Stock am Sonntag, dem 16. Juli 1251 in Cambridge. 
Der spanische Name Carmen ist ursprünglich eine Koseform des Namens Carmel, wobei das «l» in Anlehnung an das lateinische Wort carmen, das ‚Lied, Gesang‘ oder ‚Gedicht‘ bedeutet, durch ein «n» ersetzt wurde. In der  Namensvariante Carmelo ist das «l» erhalten.

## Namenstag
16. Juli

## Varianten
Eine seltene, eingedeutschte Form ist die Schreibweise Karmen. Weitere Varianten sind:
- Carmela (italienisch, spanisch)
- Camalia (italienisch)
- Camarita (australisch)
- Cameile (australisch)
- Camela (französisch)
- Camelai (lateinisch)
- Camelia (US-amerikanisch, dänisch, italienisch, lateinisch, rumänisch)
- Camelias (französisch)
- Camelie (dänisch)
- Carmaine (griechisch)
- Carmal (australisch)
- Carmaletia (australisch)
- Carme (katalanisch)
- Carmel
- Carmela
- Carmella
- Carmelia (französisch)
- Carmelina (hebräisch, italienisch, spanisch)
- Carmina
- Carmine (italienisch)
- Carminella (australisch)
- Karmel (hebräisch, baskisch, lateinisch)
- Karmela (hebräisch)
- Karmele (baskisch, französisch)
- Karmeli (hebräisch)
- Karmella (französisch, hebräisch)
- Karmelle (hebräisch, lateinisch)
- Karmiela (französisch, hebräisch)
- Karmin (lateinisch)
- Karmina (britisch, US-amerikanisch)
- Karmite (französisch, hebräisch)
- Karmiya (hebräisch)

## Namensträger
- Carmen Argenziano (1943–2019), US-amerikanischer Schauspieler und Schauspiellehrer
- Carmen Caramanica (1945–2023), US-amerikanischer Jazzmusiker
- Carmen Cavallaro (1913–1989), US-amerikanischer Musiker und Filmschauspieler
- Carmen Finestra (* 1947), US-amerikanischer Fernseh-Produzent und Schauspieler
- Carmen Intorre (* um 1980), US-amerikanischer Jazzmusiker

## Namensträgerinnen

### Carmen
- Carmen Amaya (um 1915–1963), spanische Flamenco-Tänzerin
- Carmen-Maja Antoni (* 1945), deutsche Schauspielerin
- Carmen Blazejewski (* 1954), deutsche Filmschaffende und Schriftstellerin
- Carmen Boullosa (* 1954), mexikanische Schriftstellerin
- Carmen Casanova (* 1980), Schweizer Skirennfahrerin
- Carmen Cervera (* 1943),  spanische Filmschauspielerin und Kunstsammlerin
- Carmen Chaplin (* 1972), amerikanisch-spanisch-französische Schauspielerin
- Carmen Daniela (* 1951), österreichische Pianistin
- Carmen Electra (* 1972), US-amerikanische Schauspielerin, Sängerin und Model
- Carmen Franke (* 1973), deutsche TV-Moderatorin
- Carmen Fuggiss (* 1963), deutsche Opern- und Operettensängerin (Sopran)
- Carmen Geiss (* 1965), deutsche Millionärsgattin und Sängerin
- Carmen Giannattasio (* 1975), italienische Opernsängerin (Sopran)
- Carmen Gratl (* 1969), österreichische Schauspielerin
- Carmen Heeb-Kindle (* 1985), liechtensteinische Politikerin (VU)
- Carmen Herrera (1915–2022), US-amerikanische Malerin der konkreten Kunst
- Carmen Höfflin (* 1985), deutsche Fußballspielerin
- Carmen Ionesco (* 1951), kanadische Kugelstoßerin und Diskuswerferin
- Carmen Jeitler-Cincelli (* 1980), österreichische Unternehmerin und Politikerin (ÖVP)
- Carmen Jordá (* 1988), spanische Automobilrennfahrerin
- Carmen Kaminsky (* 1962), deutsche Philosophin
- Carmen Korn (* 1952), deutsche Schriftstellerin und Journalistin
- Carmen Krüger (* 1966), deutsche Politikerin (CDU)
- Carmen bin Laden (* 1947), Schweizer Autorin
- Carmen Laforet (1921–2004), spanische Schriftstellerin
- Carmen Collado López (* 1942), kubanische Musikpädagogin und Chorleiterin
- Carmen Maura (* 1945), spanische Schauspielerin
- Carmen Miranda (1909–1955), portugiesisch-brasilianische Sängerin und Schauspielerin
- Carmen Mory (1906–1947), Schweizer Gestapo-Agentin
- Carmen Nebel (* 1956), deutsche Fernsehmoderatorin
- Carmen Yvonne Parris (1927–2008), jamaikanische Diplomatin
- Carmen Possnig (* 1988), österreichische Medizinerin und Raumfahreranwärterin
- Carmen Prinz (* 1960), deutsche Badmintonspielerin
- Carmen Roth (* 1979), deutsche Fußballspielerin und -trainerin
- Carmen Schäfer (* 1981), Schweizer Curlerin
- Carmen Serano (* 1973), US-amerikanische Schauspielerin
- Carmen Stadelhofer (* 1947), deutsche Pädagogin und Wissenschaftlerin
- Carmen Stadler (* 1978), Schweizer Filmemacherin, Autorin und Regisseurin
- Carmen Stephan (* 1974), deutsche Schriftstellerin und Journalistin
- Carmen Thalmann (* 1989), österreichische Skirennläuferin
- Carmen Thomas (* 1946), deutsche Journalistin, Autorin und Dozentin
- Carmen Velasquez (1913–1994), philippinische Parasitologin
- Carmen Wegge (* 1989), deutsche Politikerin (SPD)
- Carmen Winter (* 1963), deutsche Schriftstellerin

### Variante „Camelia“
- Camelia Diaconescu (* 1963), rumänische Ruderin
- Camelia Entekhabifard (* 1973), iranisch-amerikanische Journalistin
- Camélia Jordana (* 1992), französische Sängerin und Schauspielerin
- Camelia Lupașcu (* 1986), rumänische Ruderin
- Camelia Ethel MacDonald (1909–1960), schottische Anarchistin und Aktivistin
- Camelia Macoviciuc (* 1968), rumänische Ruderin
- Camelia Potec (* 1982), rumänische Schwimmerin und Olympiasiegerin
- Camelia Toader (* 1963), rumänische Juristin
- Camelia Voinea (* 1970), rumänische Kunstturnerin

### Variante „Carmel“
- Carmel Bodel (1912–2013), US-amerikanische Eiskunstläuferin
- Carmel Busuttil (* 1964), maltesischer Fußballspieler
- Carmel McCourt (* 1958), britische Sängerin, siehe Carmel (Sängerin)
- Carmel McSharry (1926–2018), irische Schauspielerin
- Carmel Snow (1887–1961), US-amerikanische Modejournalistin irischer Herkunft

### Variante „Carmela“
- Carmela Allucci (* 1970), ehemalige italienische Wasserballspielerin
- Carmela Baffioni (* 1951), italienische Philosophiehistorikerin, Arabistin und Islamwissenschaftlerin
- Carmela Corren (1938–2022), israelische Schlagersängerin
- Carmela de Feo (* 1973), deutsche Musikerin und Komödiantin
- Carmela Künzel, deutsche Schönheitskönigin und Schauspielerin
- Carmela Schmidt (* 1962), deutsche Schwimmerin
- Carmela Zumbado (* 1991), US-amerikanische Schauspielerin

### Variante „Carmella“
- Carmella DeCesare (* 1982), US-amerikanisches Model und frühere Wrestlerin
- Carmella Flöck  (1898–1982), österreichische Widerstandskämpferin und KZ-Überlebende
- Leah Van Dale (* 1987), US-amerikanisches Model und Wrestlerin, siehe Carmella (Wrestlerin)

### Variante „Carmina“
- Carmina Brenner (* 1957), deutsche Politikerin (CDU)
- Carmina Virgili (1927–2014), spanische (katalanische) Geologin

### Variante „Karmen“
- Karmen Bruus (* 2005),  estnische Leichtathletin
- Karmen Fouché (* 2003), südafrikanische Leichtathletin
- Karmen Gaber, slowenische Handballspielerin
- Karmen Kočar (* 1982), slowenische Volleyballspielerin
- Karmen Stavec (* 1973), slowenische Popsängerin

## Fiktive Personen
- Der Name der Diebin in der Kindersendung Jagd um die Welt – schnappt Carmen Sandiego / Wo ist Carmen Sandiego? sowie der Computerspiel-Serie ist Carmen.
- Carmen Cru ist die Protagonistin einer abgeschlossenen Comic-Serie des französischen Cartoonisten und Szenaristen Lelong (Jean-Marc Lelong, * 1. Februar 1949, † 24. Februar 2004).
- Der Protagonist der seit 2022 erscheinenden Dramedy-Serie The Bear: King of the Kitchen Carmen „Carmy“ Berzatto wird von Jeremy Allen White verkörpert.